# Plosorejo (Matesih)
Plosorejo is een bestuurslaag in het regentschap Karanganyar van de provincie Midden-Java, Indonesië. Plosorejo telt 4108 inwoners (volkstelling 2010).